# 黑喉潛鳥

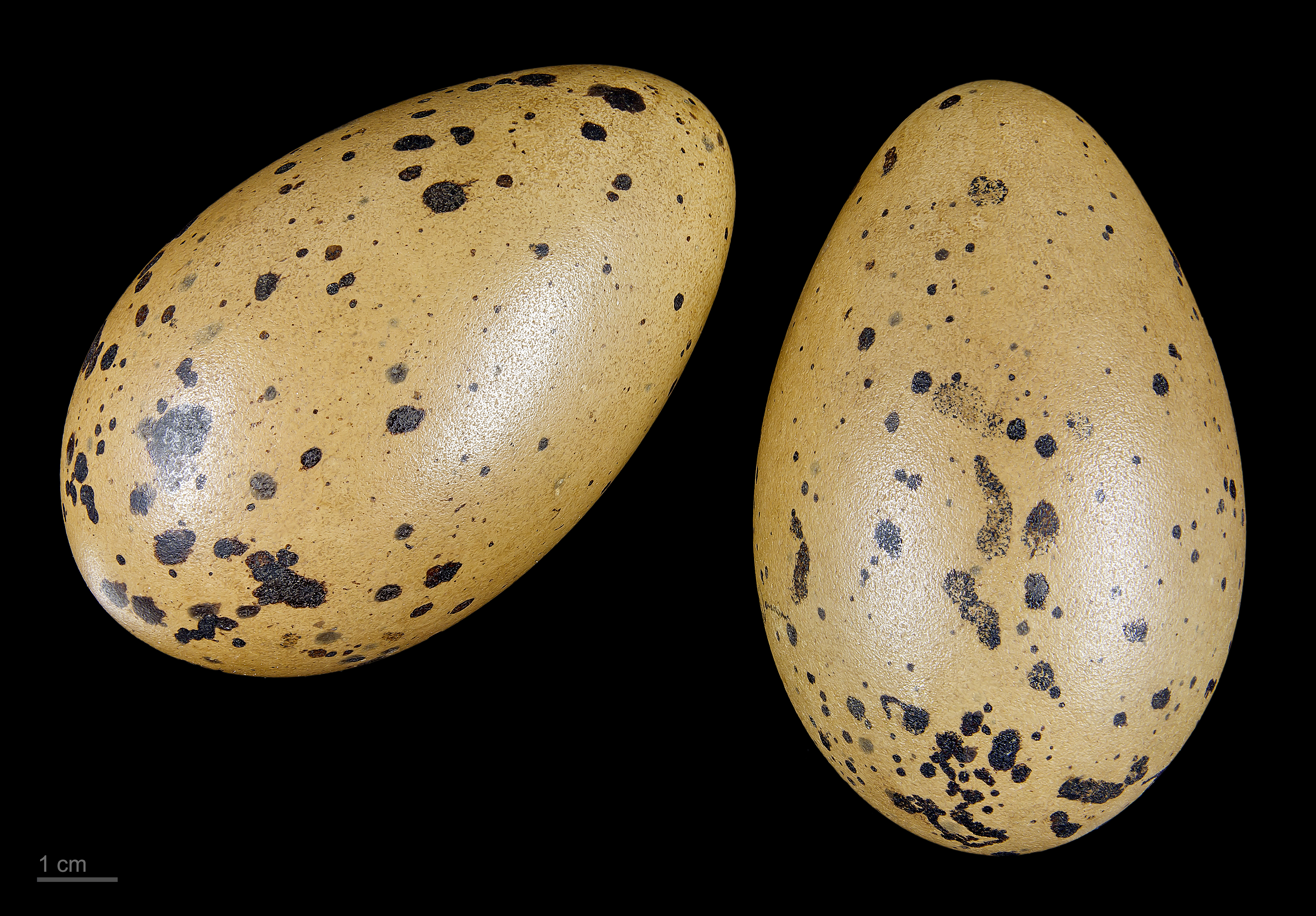
Gavia arctica

黑喉潛鳥（學名：Gavia arctica），中型大小為潛鳥科之一員。

## 特徵
嘴筆直灰黑色。成鳥體長63-75公分，翼寬100-120公分，外型像小一號但頭部光滑的普通潛鳥。繁殖期灰頭、黑喉、白腹、背部白粗黑細紋相間。非繁殖期頭頂、後頸、背部黑褐色，從眼睛下方臉頰至前頸皆為白色。

## 分布
主要於歐亞大陸北部繁殖，少部份在阿拉斯加西部。冬季則往南到沿海海域、大湖泊越冬。

## 生態
和其它潛鳥一樣，也是捕魚的好手，潛到水面下捕捉獵物，飛行時頸部向前伸出。叫聲多變如約德爾唱法叫聲，高聲調的嚎叫聲。